# Franz Illner
Franz Illner (* 8. Mai 1904 in Mannheim; † 1988) war vom 1. August 1945 bis zum 31. März 1948 der erste Landrat des Landkreises Überlingen nach dem Zweiten Weltkrieg.
Nach seiner Schulzeit in Mannheim studierte er 1923 bis 1929 Philosophie und Rechtswissenschaften in Heidelberg und Mannheim, wobei er sein Studium für eine praktische Tätigkeit als Bankangestellter unterbrach. 1926 wurde er Diplomvolkswirt und promovierte 1928 zum Dr. rer. pol. Nach seinem Referendariat übte er verschiedene Tätigkeiten im badischen Justiz- und Verwaltungsdienst aus und war von 1933 bis 1945 Justizrat beim Notariat in Stockach. 1945 wurde er zum Landrat ernannt, musste sich aber bereits im Juni 1947 wegen Krankheit beurlauben lassen. 1948 wurde er wieder in den badischen Justizdienst übernommen.